# Juhász Gyula (újságíró)
Juhász Gyula (Budapest, 1941. augusztus 8. – Budapest, 1984. február 15.) magyar újságíró, lapszerkesztő.

## Életpályája
Tengerész volt, majd szolgálatának befejezése után üzemi lapoknál kezdett dolgozni. 1962 és 1971 között a Mahartnál dolgozott; ő szerkesztette a Magyar Hajózás című lapot. 1971-től 1982-ig a Magyar Távirati Iroda belföldi főszerkesztőségének munkatársa volt. Tagja volt a Magyar Újságírók Szövetségének.